# Laterns
Laterns ist eine Gemeinde in Österreich in Vorarlberg im Bezirk Feldkirch mit 701 Einwohnern (Stand 1. Jänner 2024).

## Geographie
Laterns liegt im westlichsten Bundesland Österreichs, Vorarlberg, im Bezirk Feldkirch auf 921 Metern Höhe im langgezogenen Laternsertal und reicht bis zum Furkajoch (1761 m). Mit einem Gemeindegebiet von 43,75 km² ist Laterns die flächenmäßig größte Gemeinde des Bezirks Feldkirch. 40,9 % der Fläche sind bewaldet, 45,3 % gehören zu den Alpen. An der Grenze zur Nachbargemeinde Damüls liegt der Hochrohkopf. Ortsteile der Gemeinde sind: Innerlaterns, Laterns-Bonacker, Laterns-Thal.

### Nachbargemeinden
Laterns ist eine von nur zwei Gemeinden Vorarlbergs, die an alle politischen Bezirke des Landes angrenzt. Selbst im Bezirk Feldkirch liegend grenzt Laterns an die Stadt Dornbirn im gleichnamigen Bezirk Dornbirn, Damüls im Bezirk Bregenz, Blons, St. Gerold und Thüringerberg im Bezirk Bludenz sowie die Gemeinden Schnifis, Dünserberg, Übersaxen, Rankweil und Zwischenwasser im gleichen Bezirk wie die Walsergemeinde. Es ergibt sich somit eine gemeinsame Gemeindegrenze mit zehn anderen Gemeinden.
| Rankweil             | Zwischenwasser                              | Dornbirn (DO) |
| Übersaxen Dünserberg | Kompassrose, die auf Nachbargemeinden zeigt | Damüls (B)    |
| Schnifis             | Thüringerberg (BZ) St. Gerold (BZ)          | Blons (BZ)    |

## Geschichte
Schon zu rätoromanischer Zeit wurden Teile des Gebietes alpwirtschaftlich und jagdwirtschaftlich genutzt. Der Hauptort des Laternser Tales wurde im Jahre 1177 als „Montem Clauturni“ urkundlich erwähnt und führt noch bis ins 17. Jahrhundert die Bezeichnung „Glaterns“. Die eigentliche Besiedelung erfolgte, wie bei vielen Siedlungen in den Seitentälern Vorarlbergs, durch die Walser zu Beginn des 14. Jahrhunderts. 
Die Habsburger regierten die Orte in Vorarlberg wechselnd von Tirol und Vorderösterreich (Freiburg im Breisgau) aus. Von 1805 bis 1814 gehörte der Ort zu Bayern, dann wieder zu Österreich. Zum österreichischen Bundesland Vorarlberg gehört Laterns seit der Gründung 1861. Der Ort war 1945 bis 1955 Teil der französischen Besatzungszone in Österreich.

### Bevölkerungsentwicklung

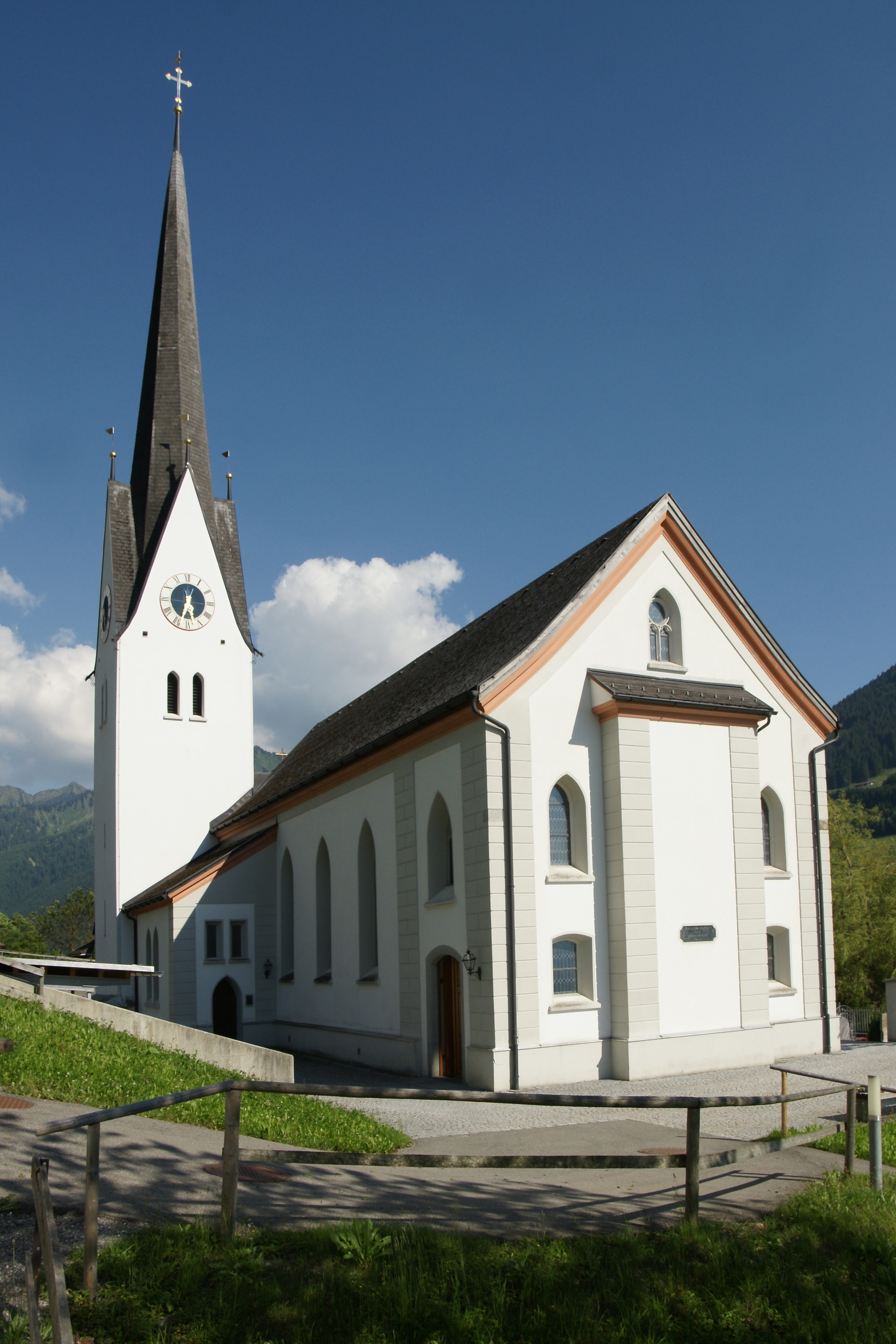
Pfarrkirche hl. Nikolaus

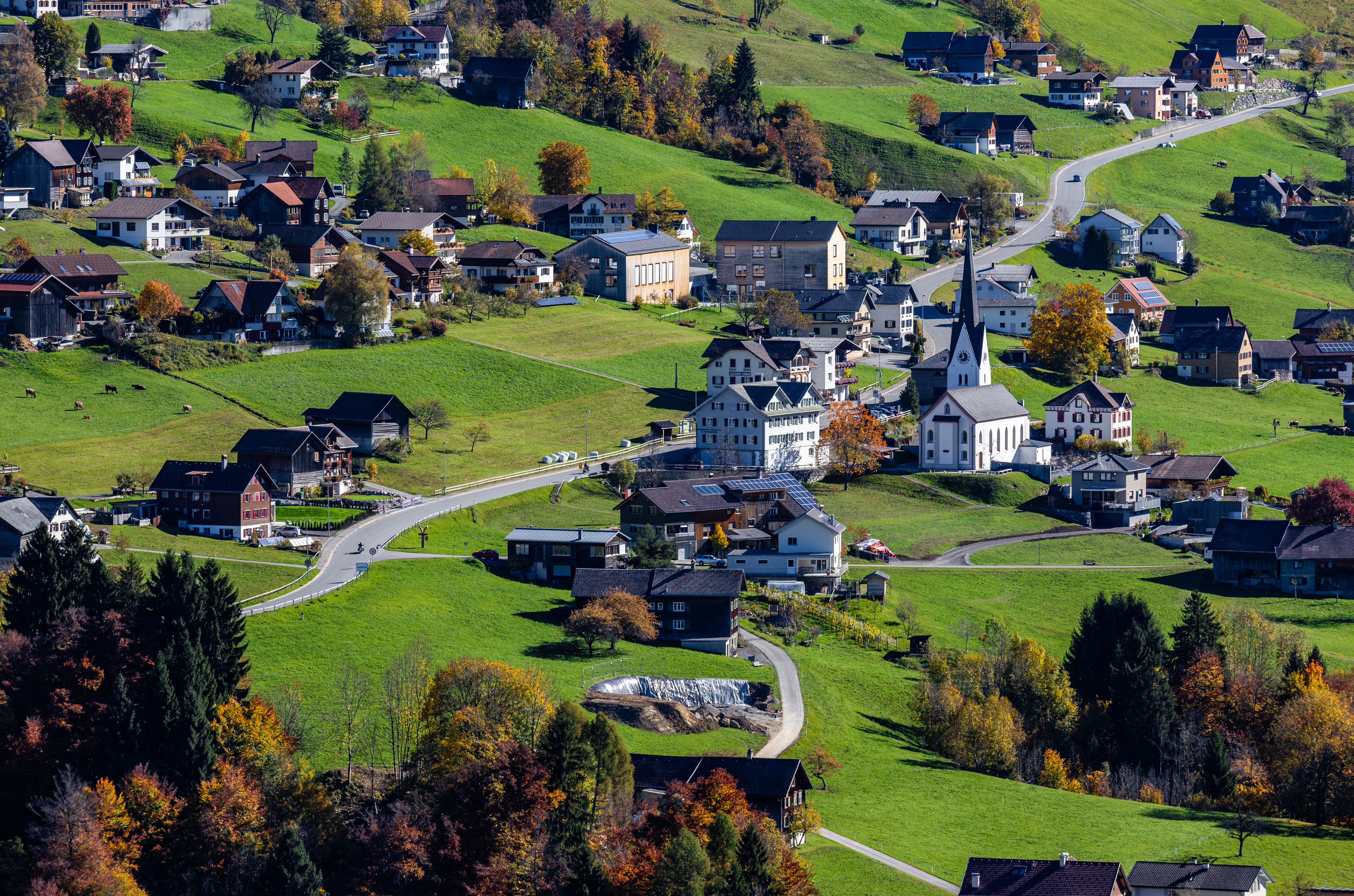
Blick auf das Dorfzentrum von Laterns

## Kultur und Sehenswürdigkeiten

### Bauwerke
- Pfarrkirche hl. Nikolaus
- Expositurkirche Unsere Liebe Frau
- Martinskapelle
- Kapelle Maria Schnee

### Sport
Im Gemeindegebiet befindet sich das Skigebiet Laterns-Gapfohl. Dieses verfügt über eine kuppelbare 4er-Sesselbahn, eine kuppelbare 6er-Sesselbahn und drei Schlepplifte. Außerdem gibt es im Bereich des Skigebiets mehrere Einkehrmöglichkeiten.
In den Sommermonaten befindet sich unter der 4er-Sesselbahn eine Sommerrodelbahn. Darüber hinaus gibt es zahlreiche Wanderwege im Bereich des Skigebiets. Der markanteste Gipfel im Gemeindegebiet von Laterns ist der Hohe Freschen (2004 m).

## Wirtschaft und Infrastruktur
Im Jahr 2010 gab es in Laterns 48 land- und forstwirtschaftliche Betriebe, davon neun Haupterwerbsbetriebe. Im sekundären Wirtschaftssektor waren in elf Betrieben 27 Personen beschäftigt, zum Großteil bei der Herstellung von Waren. Der tertiäre Wirtschaftssektor bot 69 Menschen in 32 Betrieben Arbeit, etwa die Hälfte in sozialen und öffentlichen Diensten (Stand 2011).
Tourismus und Fremdenverkehr sind für die Gemeinde von Bedeutung. Im Jahr 2017 gab es 23.442 Übernachtungen mit einer Spitze in den Monaten Jänner, Februar und März.

### Verkehr
Die Ortschaft ist mit einer Landesstraße über Zwischenwasser an das Rheintal und während der Sommermonate über das im Winter wegen Lawinengefahr gesperrte Furkajoch an Damüls und somit auch an den Bregenzerwald oder an das Große Walsertal angeschlossen. Eine befahrbare Strecke über das Furkajoch besteht erst seit den 1960er Jahren. Bis dahin führte nur ein Saumweg darüber. Dieser wurde 1963 bis 1966 zu einem Güterweg ausgebaut, 1970 asphaltiert und als Landesstraße 51 deklariert.

### Heilbäder
Im Laternsertal bestanden seit dem Mittelalter zwei Heilbäder mit Schwefel-Quellen. Der Heilbadebetrieb im Vorderbad Laterns bestand bis ins 19. Jahrhundert und bei Bad Innerlaterns bis zum Beginn des 20. Jahrhunderts. Bad Innerlaterns ist heute eine Gastwirtschaft und ein beliebter Ausgangspunkt für Wanderungen.

## Politik

### Gemeindevertretung

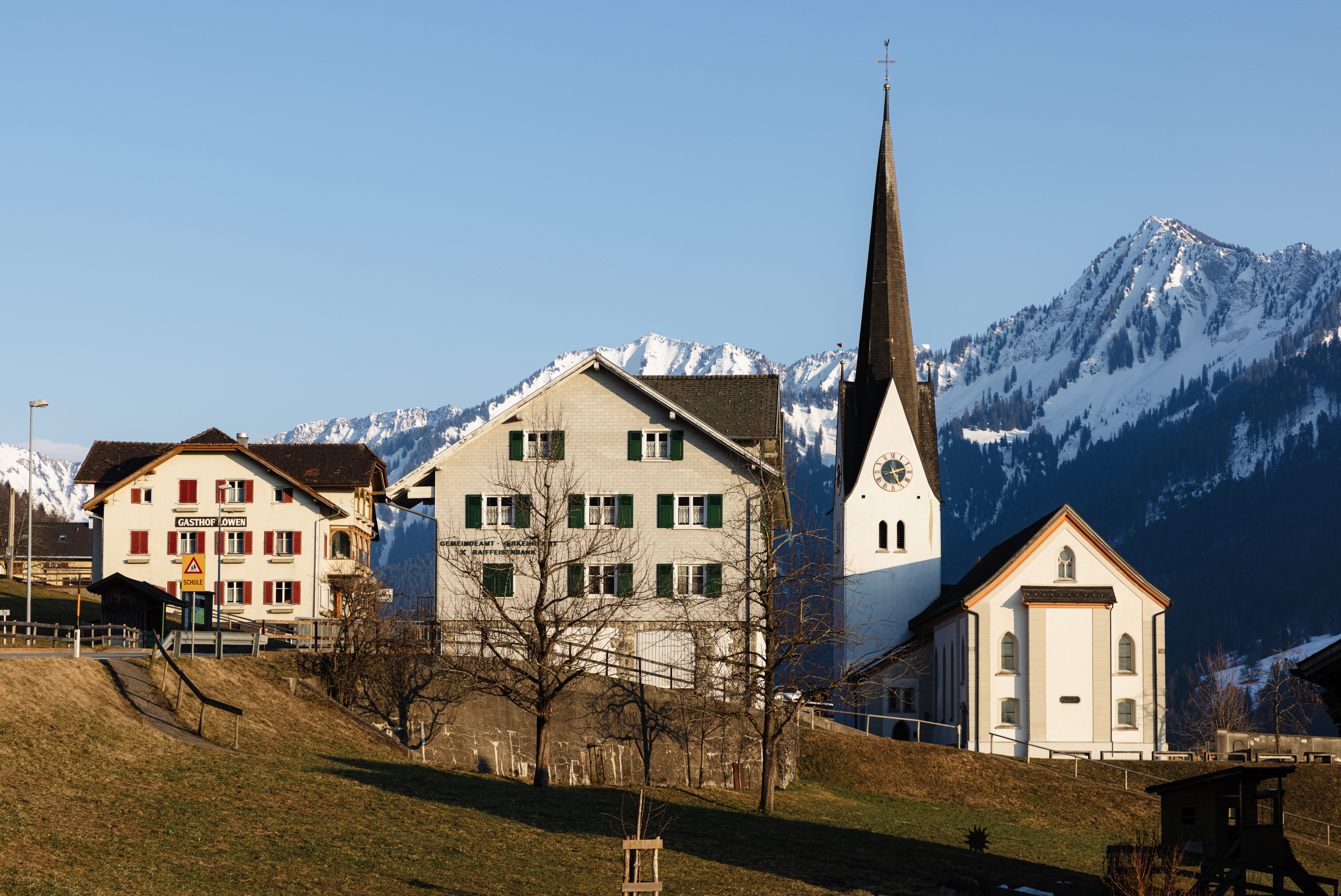
Links das Gasthaus Löwen, im Vordergrund das Gemeindeamt und rechts dahinter die Kirche

In Vorarlberg wählen die Bürger alle fünf Jahre die Mitglieder der Gemeindevertretung durch Ankreuzen eines Listen-Wahlvorschlages bzw. durch Mehrheitswahl wenn kein Listenvorschlag vorliegt. Weiters den Bürgermeister durch Ankreuzen eines Wahlvorschlages.
Die Gemeindevertretung wählt in der konstituierenden Sitzung aus ihrer Mitte – sofern keine Wahl durch die Bürger zustande kam – gemäß § 61 Gemeindegesetz einen Bürgermeister und dann einen mindestens dreiköpfigen Gemeindevorstand. Die Zahl dieser „Gemeinderäte“ darf aber gemäß § 55 den vierten Teil der Zahl der Gemeindevertreter nicht übersteigen.
Der Bürgermeister führt den Vorsitz bei den generell öffentlichen Sitzungen der Gemeindevertretung, in denen kommunale Belange besprochen und Beschlüsse gefasst werden. Beobachter haben kein Mitspracherecht und kein Stimmrecht. Die Gemeindevertretung kann nach Bedarf Ausschüsse bestellen. Sitzungen des Gemeindevorstandes und der Ausschüsse sind nicht öffentlich.

#### Sitzverteilung nach den Wahlen
- Gemeindevertretungswahlen 1985: Freie Wählerliste 7, Unabh. Gem.Liste 5.[8]
- Gemeindevertretungswahlen 1990: Allgem.Liste Laterns 12.[9]
- Gemeindevertretungswahlen 1995: Einheitsliste Laterns 12.[10]
- Gemeindevertretungswahlen 2000: Überparteiliche Gemeindeliste Laterns 12.[11]
- Gemeindevertretungswahlen 2005: Überparteiliche Gemeindeliste Laterns (ÜGL) 7, Liste Laterns 5.[12]
- Gemeindevertretungswahlen 2010: Liste GEMEINSAM 12.[13]
- Mangels Listen-Wahlvorschlägen erfolgten die Wahlen 2015 per Mehrheitswahl.[14]
- Gemeindevertretungswahlen: Gemeindeliste Laterns 7, Für önschas Laternsertal 5.[15]
- Gemeindevertretungswahlen: Gemeindeliste Laterns 7, Für önschas Laternsertal 5.[16]

### Bürgermeister
- 1945–1947 Ulrich Vith[17]
- 1947–1960 Emanuel Matt[17]
- 1960–1965 Walter Vith[17]
- 1965–1984 Reinhold Matt[17]
- 1984–1985 Egon Heinzle[17]
- 1985–1995 Wilhelm Zimmermann[17]
- 1995–2005 Hubert Furxer[17][18]
- 2005–2015 Harald Nesensohn (ÜGL)[17][19][20]
- 2015–2019 Heinz Ludescher (Liste Laterns)[21]
- seit 2019  Gerold Welte (ÜGL)[22]

### Wappen
Das Wappen der Gemeinde Laterns wurde dieser am 22. Juli 1938 verliehen. Es zeigt einen von Silber und Rot gespaltenen Schild, der von einer eingeschobenen, aufsteigenden, eingebogenen, bis zum Schildhaupt reichenden blauen Spitze durchzogen wird. Darauf befinden sich elf fünfstrahlige Sterne mit jeweils gewechselten Tinkturen in senkrechten Reihen, je vier in jedem Schildfeld, und drei – deren unterster durch die Spitze durchschlagen wird – etwas erhöht auf der Teilungslinie. In der Spitze erhebt sich aus der erhöhten Mittelkuppe ein grün bewachsenen Dreiberges eine bewurzelte, golden befruchtete Tanne.
Gestalterisch ist das Wappen stark an jenes des Kanton Wallis angelehnt, was vom Staatsrat des selbigen im Jahr 1936 ausdrücklich gut geheißen wurde. Entworfen wurde das Wappen 1936 vom „Zimbapfarrer“ Gebhard Wendelin Gunz.